# Martinet du Cap-Vert
Apus alexandri
Espèce
Statut de conservation UICN

 LC  : Préoccupation mineure

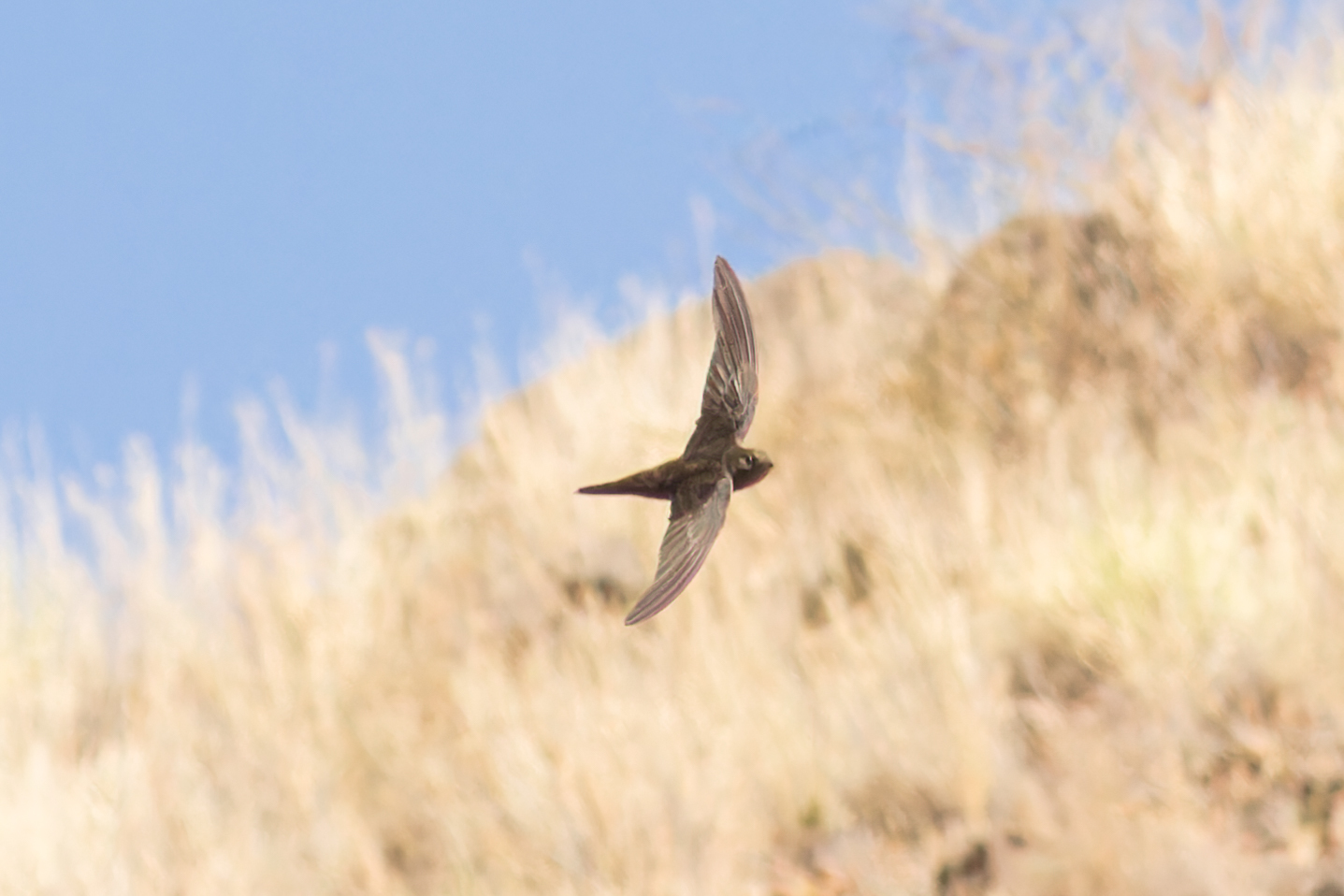
Martinet du Cap-Vert

Le Martinet du Cap-Vert (Apus alexandri) est une espèce de Martinet, oiseau appartenant à la famille des Apodidés.
C'est une espèce monotypique (non subdivisée en sous-espèces).

## Aire de répartition
C'est une espèce endémique des Îles du Cap-Vert.